# Lambda2 Fornacis
Título a ser usado para criar uma ligação interna é Lambda2 Fornacis.
Lambda2 Fornacis (36 Fornacis) é uma estrela na direção da constelação de Fornax. Possui uma ascensão reta de 02h 36m 58.62s e uma declinação de −34° 34′ 38.4″. Sua magnitude aparente é igual a 5.78. Considerando sua distância de 83 anos-luz em relação à Terra, sua magnitude absoluta é igual a 3.74. Pertence à classe espectral G1V. Possui um planeta confirmado.